# 데이비드 A. 스튜어트
데이비드 A. 스튜어트(영어: David A. Stewart, 1952년 9월 9일 ~ )는 영국의 가수, 작곡가, 기타 연주자이다. 유리스믹스의 구성원으로 잘 알려져 있으며, 그룹에서 프로듀서 역할을 맡아 브릿 어워드에서 1986년, 1987년, 1990년에 최우수 영국 프로듀서상을 받았다. 유리스믹스 이전에 더 투어리스트에서도 애니 레녹스와 함께했다. 2004년에 플래티넘 위어드를 결성해 주요 구성원으로 활동했다.
그는 '데이브 스튜어트'로 짧게 불리기도 하지만, 비슷한 이름을 쓰는 다른 음악가들과의 구별을 위해 공식적으로는 본명을 그대로 쓰고 있다.